# Chiesa dei Santi Pietro e Paolo (Ghirano)
La chiesa dei Santi Pietro e Paolo è la parrocchiale di Ghirano, frazione di Prata di Pordenone; fa parte della forania Sacilese.

## Storia

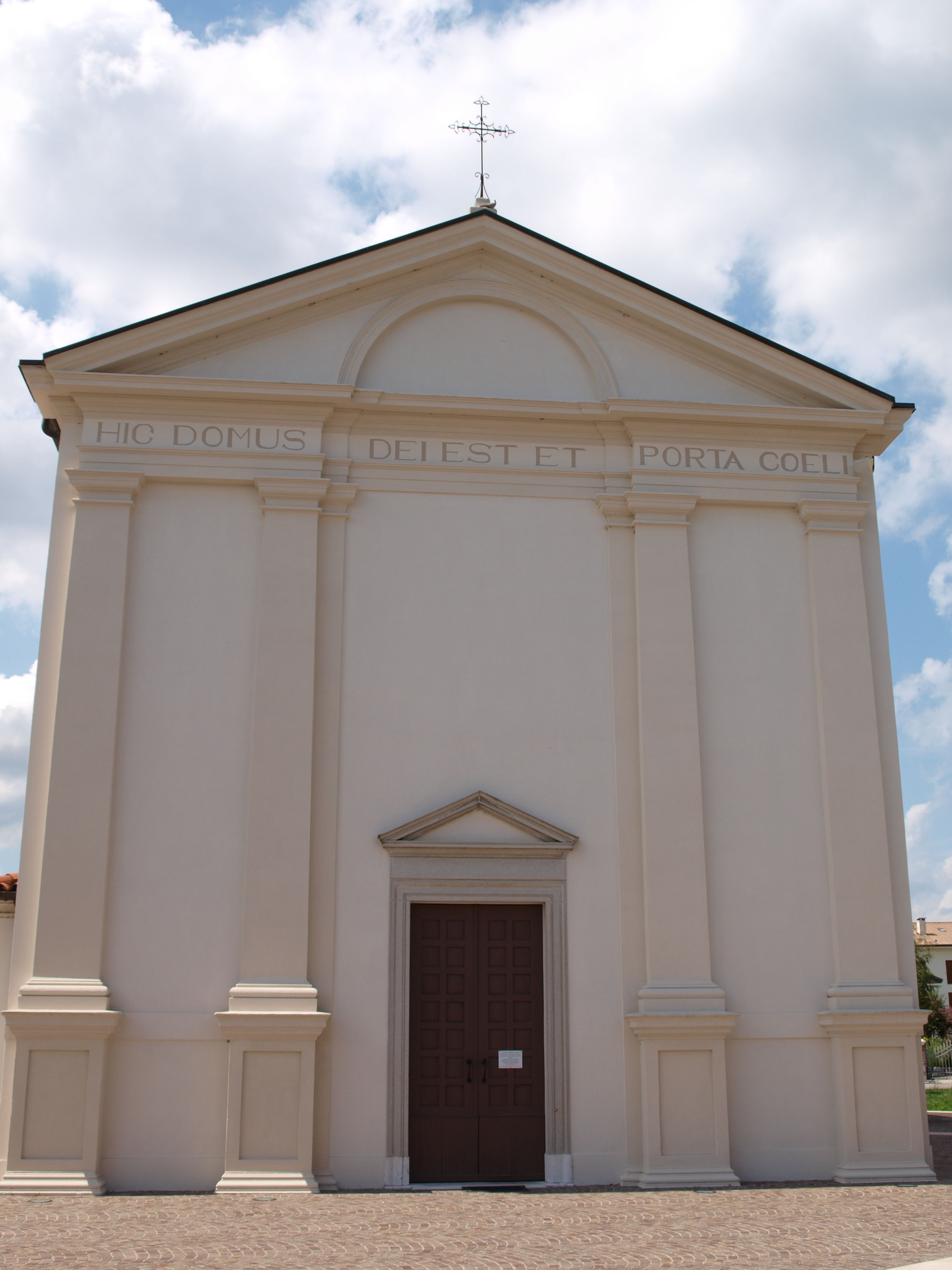
La facciata

L'originaria parrocchiale di Ghirano, anch'essa dedicata ai Santi Pietro e Paolo, era situata presso il cimitero. Nel 1419 questa chiesa venne dichiarata inagibile e la chiesa di San Francesco in paese divenne de facto la parrocchiale, tuttavia la parrocchialità fu trasferita ufficialmente presso quest'ultimo edificio soltanto nel 1770.
La chiesa di San Francesco si rivelò alla fine di quel secolo insufficiente per soddisfare le esigenze della popolazione e, così, si decise i sostituirla con una più grande.
L'attuale parrocchiale, dedicata ai Santi Pietro e Paolo in ricordo della primitiva chiesa, fu edificata su progetto di Antonio Maggion tra il 1797 ed il 1846 e consacrata l'11 giugno di quello stesso anno.
Tra il 1947 ed il 1951 fu costruito l'attuale campanile, in sostituzione di una piccola torre situata sul lato est della parrocchiale.
Le alluvioni del 1965 e del 1966 provocarono danni alla chiesa, che venne pertanto ristrutturata nel 1968.

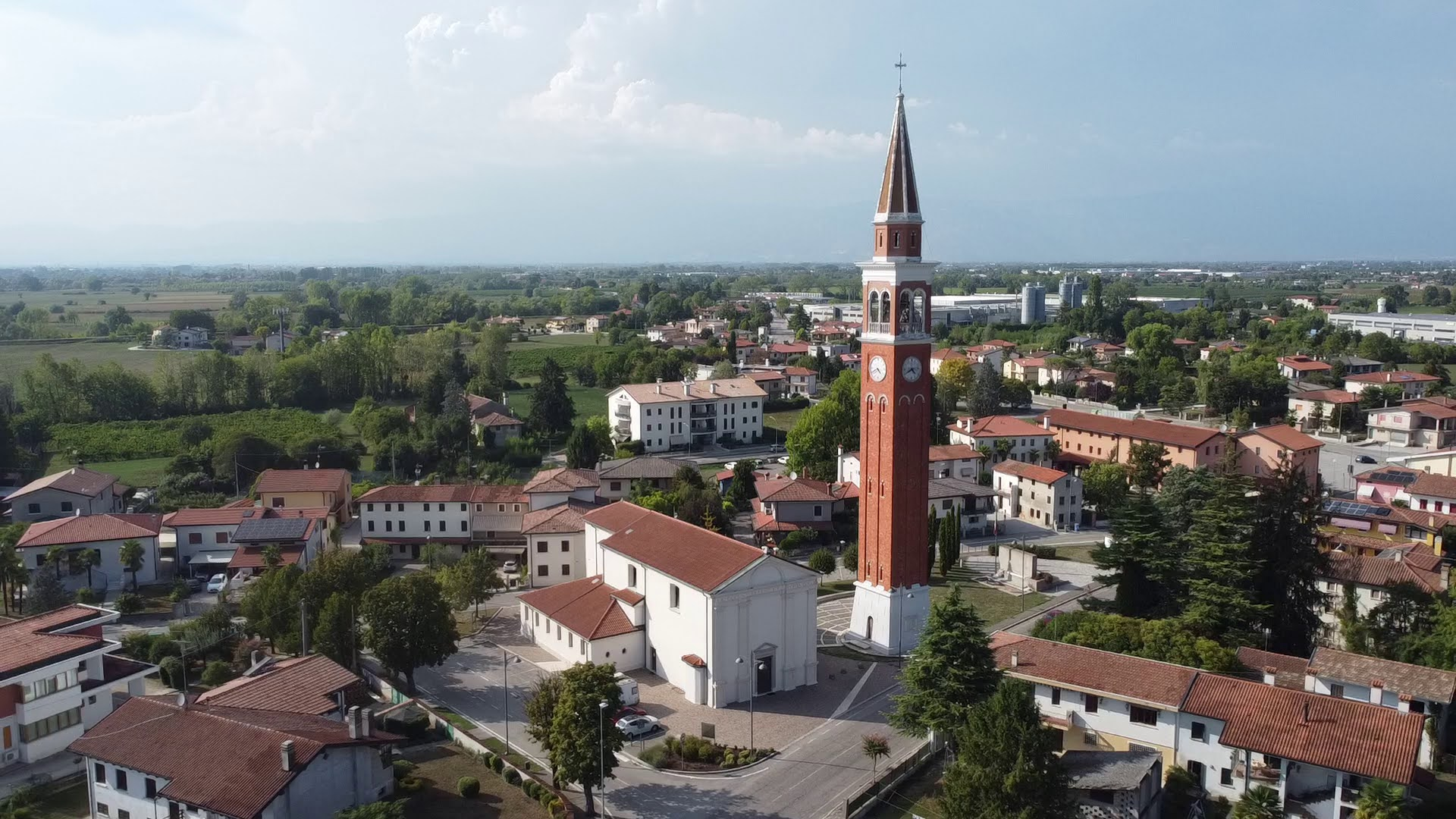
Visuale aerea della Chiesa dei SS Pietro e Paolo di Ghirano

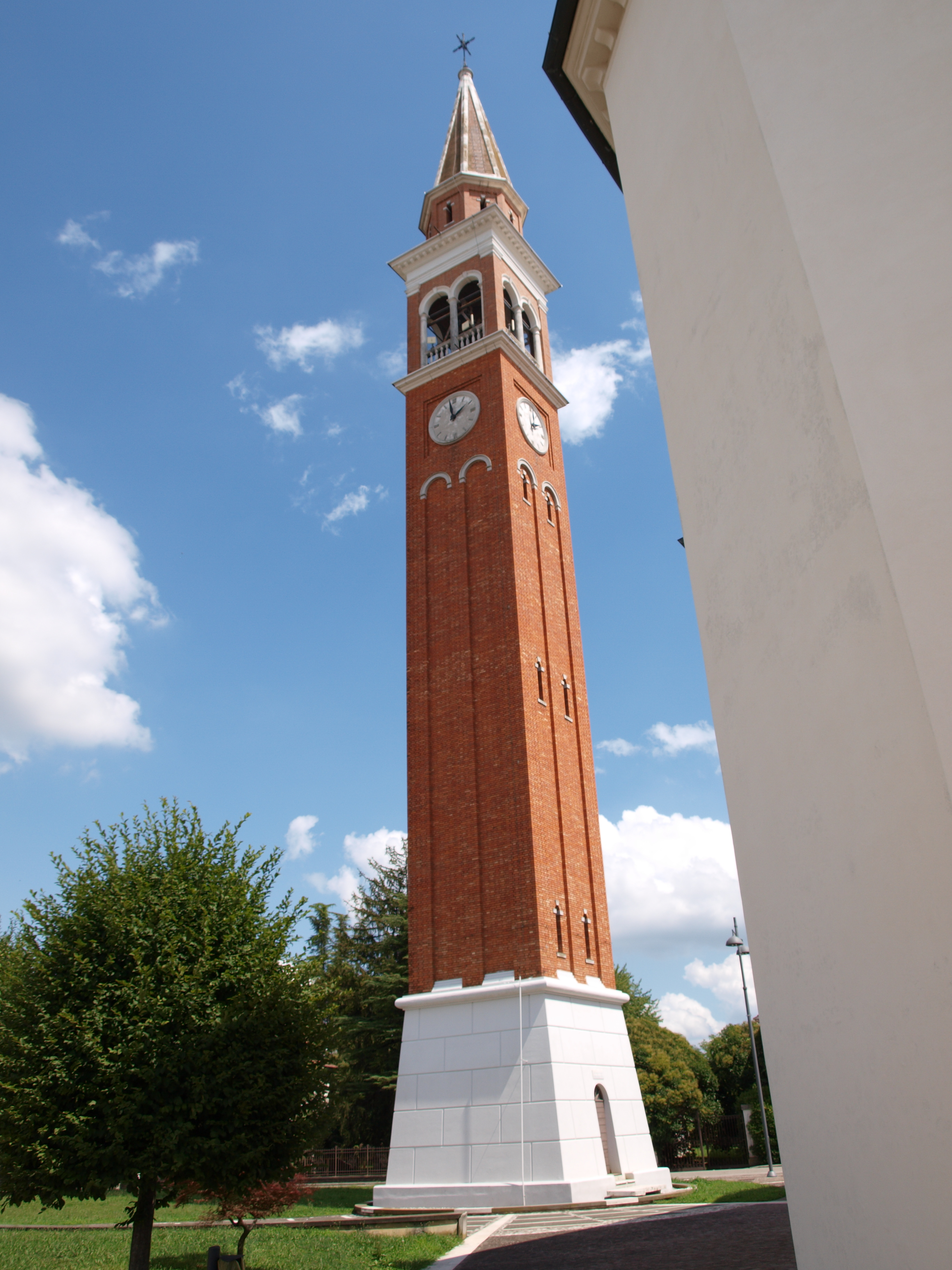
Il campanile

## Interno
All'interno si possono ammirare prestigiosi altari attribuiti a mastri pittori della zona. Il pezzo forte tuttavia è l'organo De Lorenzi, collocato nella cantoria sopra la porta maggiore. È un organo a trasmissione meccanica di 25 canne, con la cassa armonica in stile neoclassico. Fu costruito nel 1873 come si evince dall'interno della segreta del somiere. Originariamente era collocato presso un'altra chiesa e fu trasferito nella sua attuale collocazione per volontà di don Giovanni Mane, parroco del paese dal 1888 al 1908. Lo strumento fu restaurato nel 1968 dall'organaro Alfredo Piccinelli e nel 2003 dalla ditta Francesco Zanin di Codroipo. L'inaugurazione è avvenuta il 7 ottobre 2004 con un concerto dell'organista Sandro Carnelos.